# Eszterházy Károly

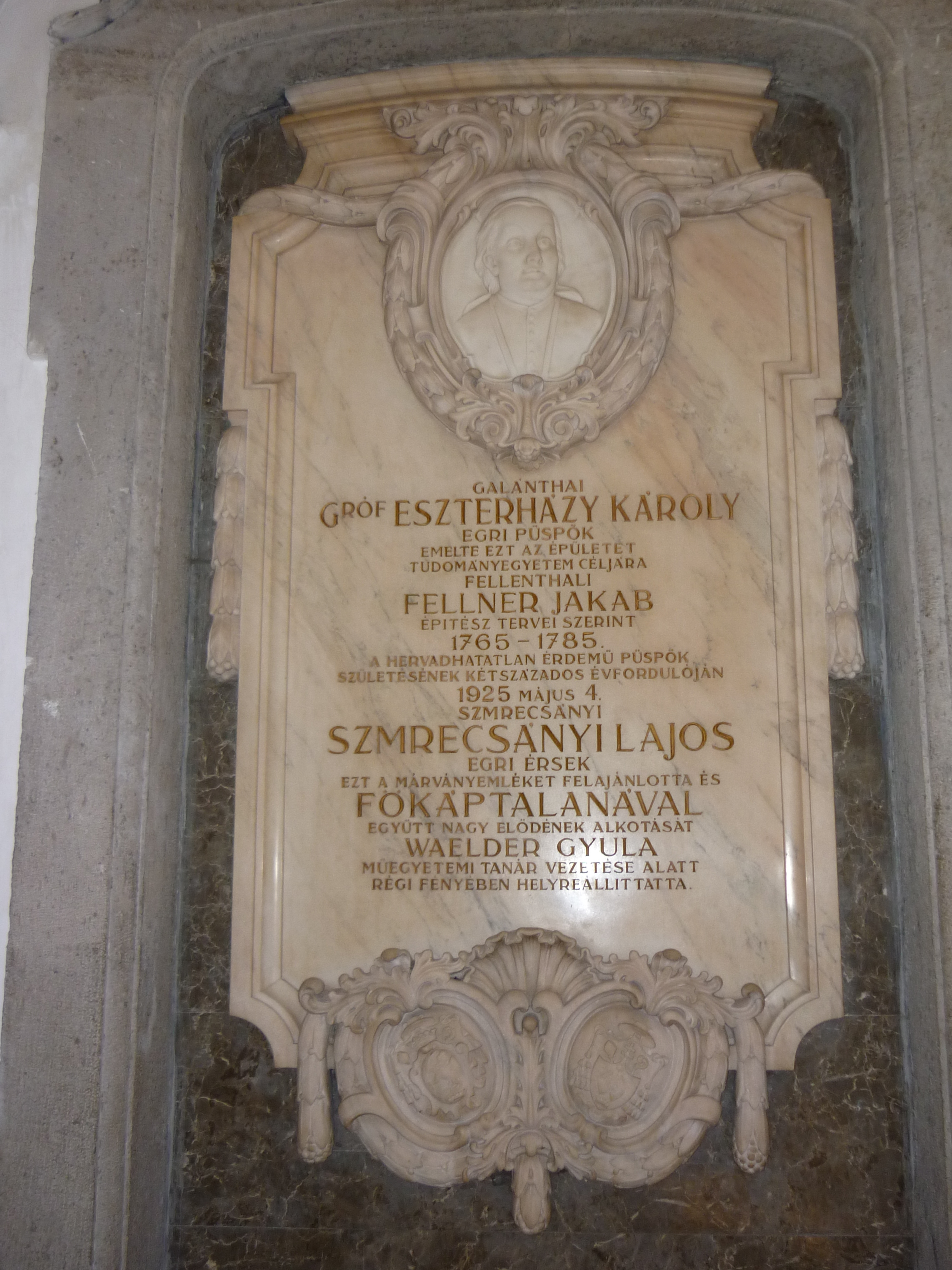
Eszterházy Károly emléktáblája (Eger, líceum)

Gróf galántai Eszterházy Károly (Pozsony, 1725. május 4. – Eger, 1799. március 15.) váci püspök 1759-től 1761-ig, egri püspök 1761-től haláláig.

## Élete

### Fiatalkora
Gróf Eszterházy Ferenc (a későbbi tárnokmester) és gróf Pálffy Szidónia fia. Tanulmányait Pozsonyban kezdte. Kora ifjúságától papnak készült, ezért 1741-ben beiratkozott a Nagyszombati Egyetemre. 1744-ben mint noviciust, rátóti préposttá nevezték ki. 1745-től Rómában a Collegium Germanicum et Hungaricum növendékeként szerzett teológiai doktorátust. Hazatérve, 1748. március 30-án áldozópappá szentelték. Papi pályáját Pápán kezdte, ahol ő építtette a Nagytemplomot és a városi kórházat, amint ezt emléktábla is tudatja az intézmény főbejáratánál.
Ezután gyorsan emelkedett a ranglétrán: 1750. január 27-én esztergomi kanonok, később pozsonyi prépost lett. 1755-ben Mária Terézia a magyar királyi helytartótanács tanácsosává, 1759-ben pedig váci püspökké nevezte ki. Itt javította a népnevelést, szervezte a papnevelő intézetet, és a régi székesegyház helyén, új díszes bazilika építtetését kezdte meg.

### Egerben
Ezt azonban nem fejezhette be, mert elnyerte Eger püspöki székét, amit 1762. június 29-én foglalt el. Itt haláláig működött, az egyházmegye püspökeként (az 1785–1790-es kényszerszünetet leszámítva) Heves vármegye örökös főispánja is maradt. 1759–1799 között Devecser ura volt; a várat barokk kastéllyá építtette át. Ő hozta létre a kastélytól keletre fekvő parkot is. 32 évig tartó egri tevékenysége alatt negyvennél több templomot; részint újból emelt, részint helyreállíttatott; számos plébánia és iskolai kollégium hirdeti bőkezűségét. Templomot építtetett többek között Bakonyszentiván, Bakonyszücs, Balatonarács, Béb, Csót, Devecser, Kővágóörs, Fenyőfő, Hidegkút, Pápanyőgér, Pápateszér és Ugod községekben.
Legnagyobb műve az egri líceum. Az ügyeket átvéve ismerte meg elődje, Barkóczy érsek egyetem alapítását célzó terveit, amiket örömmel üdvözölt és továbbfejlesztett. Ennek érdekében utasította a Barkóczy által felkért Gerl József építészt arra, hogy az eredetileg földszintesnek szánt épület helyett egy-, majd kétemeleteset tervezzen. Amikor Gerl a második áttervezéstől húzódozott, Eszterházy Fellner Jakabra bízta ezt a munkát. 1762 őszén kezdődött meg a kétemeletes nagy díszes épület felhúzása, mely hivatva volt a hittudományi, jogi és bölcseleti iskolákat falai közé fogadni, s négy év múlva el is készült. Eszterházy a líceum építésére és berendezésére állítólag közel két millió forintot költött.
1763 végén Mária Terézia Barkóczy negatív véleménye alapján úgy döntött, hogy nem engedélyezi Egerben egyetem alapítását.
Eszterházy a kedvezőtlen döntés ellenére folytatta az egyetemi képzés előkészítését, és ennek részeként 1769. november 5-én megnyitotta a városban Magyarország első (Markhot Ferenc vezette)) orvosi akadémiáját – 1772-ben a királynő megvonta az intézménytől a doktori fokozat kiadásának jogát, és az akadémiát be kellett zárni.
Jelentősen kibővítette a püspökség könyvtárát, amelyet eredetileg az egyetem háttérintézményének szánt. Miután megbizonyosodott arról, hogy annak alapítására nem kap engedélyt, a Líceumban berendezett, 20 000 kötetes könyvtárat megnyitotta a tanulni vágyók számára: ez lett Magyarország második nyilvános könyvtára. A könyvgyűjteményt legnagyobb részt maga szerezte be, külföldről nagy gonddal vásároltatta össze a legválogatottabb régi és új műveket, incunabulákat és kódexeket; a könyvtár a 19. század végén 60 ezer kötetből állt. A könyvek összegyűjtésében kiemelkedően sokat segített neki ifjúkori barátja, Giuseppe Garampi olasz főpap, akivel teljesen azonos teológiai és politikai nézeteket vallottak.
Előkészítette az egri püspökség érseki rangra emelését.

## Személyisége, habitusa
Több idegen nyelven beszélt. Művelt, tudós, és eközben puritán, már-már aszkétikus életvitelű főpap volt. Megalkuvás nélkül betartotta a papi fegyelmet, és ezt az alá rendelt papoktól is megkövetelte. Tudatosan részt vállalt a lelkipásztorkodás köznapi munkájából is.
Feltétlenül hű volt a pápához, és ennek eredményeként többször is konfliktusba került püspöki elődjével és felettesével, Barkóczy Ferenc esztergomi érsekkel, aki még az egyházat érintő kérdésekben is elsősorban a császár akaratát követte. Nézeteltéréseik közepette is mindketten elismerték egymás kvalitásait, de valószínűleg ez az ellentét volt az oka annak, hogy Eszterházy nem emelkedett magasabbra az egyházi hierarchiában.
Első vitáik már 1762-ben kirobbantak:
- Barkóczy mint a magyarországi tanügy legfőbb felügyelője jelentéstételre utasította Eszterházyt az egyházmegyében megszervezett egyetemi és gimnáziumi tanrendekről. Eszterházy a jelentéstételt kategorikusan visszautasította arra hivatkozva, hogy ilyesmi még soha nem volt Magyarországon, és ez az eljárás őt személyesen sérti.
- Barkóczy érsek Mária Terézia intencióját végrehajtva utasította Eszterházy püspököt a zsolozsmarend megváltoztatására. Eszterházy ezt is elhárította, mert a zsolozsmarend megváltoztatására nem az uralkodó, hanem a pápa jogosult.

Rómához hűen elutasította a jozefinizmust (és szellemi elődeit, a gallikanizmust és febronianizmust). Élesen szembeszállt a felvilágosult abszolutizmus politikájával, II. József egyházi reformjaival, és az 1790–91-es országgyűlésen a római katolikus párt vezéreként ellenezte a protestánsok jogainak elismerését, törvénybe iktatását.
A kegyelmi vitában – Garampihoz hasonlóan – határozott antimolinista álláspontot foglalt el.

## Művei
- Hármas üdvösséges kérdés. Pest, 1751
- Az 1775. évben tartott jubileum. Eger, 1776